# Filipiny na Zimowych Igrzyskach Olimpijskich 2014
Filipiny na Zimowych Igrzyskach Olimpijskich 2014 – kadra sportowców reprezentujących Filipiny na igrzyskach w 2014 roku w Soczi. Kadra liczyła 1 sportowca.

## Skład reprezentacji

### Łyżwiarstwo figurowe

#### Mężczyźni
- Michael Christian Martinez

| Konkurencja | Zawodnicy                  | PK/TOr | PK/TOr  | PD/TD  | PD/TD   | Suma   | Suma    |
| Konkurencja | Zawodnicy                  | Punkty | Miejsce | Punkty | Miejsce | Punkty | Miejsce |
| ----------- | -------------------------- | ------ | ------- | ------ | ------- | ------ | ------- |
| Soliści     | Michael Christian Martinez | 64.81  | 19.     | 119.44 | 20.     | 184.25 | 19.     |